# Haute-Amance
Haute-Amance – miejscowość i gmina we Francji, w regionie Grand Est, w departamencie Górna Marna.
Według danych na rok 1990 gminę zamieszkiwały 1062 osoby, a gęstość zaludnienia wynosiła 23 osób/km².